# Mistrzostwa Europy U-17 w Piłce Nożnej 2013
Mistrzostwa Europy U-17 w Piłce Nożnej 2013 – dwunasta edycja turnieju o mistrzostwo Europy piłkarzy do lat 17. 4 października 2010 roku obradujący w Mińsku Komitet Wykonawczy UEFA ogłosił wybór gospodarzy 11. i 12. edycji turnieju. Gospodarzem mistrzostw w 2013 roku została wybrana Słowacja. Była to druga impreza sportowa organizowana przez UEFA w tym kraju, po Mistrzostwach Europy U-21 w 2000 roku.
Mistrzem Europy została reprezentacja Rosji, która w finale po rzutach karnych pokonała reprezentację Włoch

## Uczestnicy
Słowacja jako gospodarz miała zagwarantowany udział w turnieju. Pozostałe drużyny zostały wyłonione w kwalifikacjach.
| Drużyna    | Liczba występów Od 2002r.        | Najlepszy wynik                 |
| ---------- | -------------------------------- | ------------------------------- |
| Austria    | 2 (2003, 2004)                   | III miejsce (2003)              |
| Chorwacja  | 1 (2005)                         | IV miejsce (2005)               |
| Rosja      | 1 (2006)                         | Mistrzostwo (2006)              |
| Słowacja   | Debiutant                        | Debiutant                       |
| Szwajcaria | 5 (2002, 2005, 2008, 2009, 2010) | Mistrzostwo (2002)              |
| Szwcja     | Debiutant                        | Debiutant                       |
| Ukraina    | 3 (2002, 2004, 2007)             | Faza grupowa (2002, 2004, 2007) |
| Włochy     | 3 (2003, 2005, 2009)             | III miejsce (2005)              |

## Stadiony
| Žilina                                   | Zlaté Moravce                             |                                           |
| ---------------------------------------- | ----------------------------------------- | ----------------------------------------- |
| Štadión pod Dubňom Liczba miejsc: 10 831 | Štadión FC ViOn Liczba miejsc: 3 300      |                                           |
|                                          |                                           |                                           |
| Nitra                                    | ŽilinaDubnica nad VáhomNitraZlaté Moravce | ŽilinaDubnica nad VáhomNitraZlaté Moravce |
| Štadión pod Zoborom Liczba miejsc: 5 050 | ŽilinaDubnica nad VáhomNitraZlaté Moravce | ŽilinaDubnica nad VáhomNitraZlaté Moravce |
|                                          | ŽilinaDubnica nad VáhomNitraZlaté Moravce | ŽilinaDubnica nad VáhomNitraZlaté Moravce |
| Dubnica nad Váhom                        | ŽilinaDubnica nad VáhomNitraZlaté Moravce | ŽilinaDubnica nad VáhomNitraZlaté Moravce |
| Mestský štadión Liczba miejsc: 5 156     | ŽilinaDubnica nad VáhomNitraZlaté Moravce | ŽilinaDubnica nad VáhomNitraZlaté Moravce |
|                                          | ŽilinaDubnica nad VáhomNitraZlaté Moravce | ŽilinaDubnica nad VáhomNitraZlaté Moravce |

## Faza grupowa

### Grupa A
| Drużyna    | M | Z | R | P | Br+ | Br- | +/- | Pkt |
| ---------- | - | - | - | - | --- | --- | --- | --- |
| Słowacja   | 3 | 1 | 2 | 0 | 3   | 2   | +1  | 5   |
| Szwecja    | 3 | 1 | 2 | 0 | 2   | 1   | +1  | 5   |
| Austria    | 3 | 1 | 1 | 1 | 3   | 3   | 0   | 4   |
| Szwajcaria | 3 | 0 | 1 | 2 | 2   | 4   | -2  | 1   |

| 5 maja 2013 14:30 CET | Słowacja · Slaninka 82' | 1:00:0Raport | Austria | Mestský Štadión, Dubnica nad Váhom Sędzia: Serdar Gözübüyük |
|                       |                         |              |         |                                                             |

| 5 maja 2013 19:30 CET | Szwajcaria | 0:1Raport | Szwecja · 38' Engvall | Štadión pod Dubňom, Żylina Sędzia: Anastasios Sidiropulos |
|                       |            |           |                       |                                                           |

| 8 maja 2013 16:00 CET | Austria · Zivotic 49' | 1:1Raport | Szwecja · 44' Suljic | Mestský Štadión, Dubnica nad Váhom Sędzia: Neil Doyle |
|                       |                       |           |                      |                                                       |

| 8 maja 2013 18:00 CET | Słowacja · Varga 39' · Slaninka 69' | 2:21:2Raport | Szwajcaria · 22' Trachsel · 29' Kamber | Štadión pod Dubňom, Żylina Sędzia: Iwajło Stojanow |
|                       |                                     |              |                                        |                                                    |

| 11 maja 2013 16:30 CET | Szwecja | 0:0Raport | Słowacja | Štadión pod Dubňom, Żylina Sędzia: Slavko Vinčić |
|                        |         |           |          |                                                  |

| 11 maja 2013 16:30 CET | Austria · Baumgartner 11' · Ripic 35' | 2:12:0Raport | Szwajcaria · 57' Kamber | Mestský Štadión, Dubnica nad Váhom Sędzia: Nerijus Dunauskas |
|                        |                                       |              |                         |                                                              |

### Grupa B
| Drużyna   | M | Z | R | P | Br+ | Br- | +/- | Pkt |
| --------- | - | - | - | - | --- | --- | --- | --- |
| Rosja     | 3 | 1 | 2 | 0 | 4   | 1   | +3  | 5   |
| Włochy    | 3 | 1 | 2 | 0 | 3   | 2   | +1  | 5   |
| Chorwacja | 3 | 1 | 2 | 0 | 2   | 1   | +1  | 5   |
| Ukraina   | 3 | 0 | 0 | 0 | 2   | 7   | -5  | 0   |

| 5 maja 2013 14:30 CET | Rosja · Khodzhaniyazov 47' · Mayrovich 62' · Zhemaletdinov 79' | 3:00:0Raport | Ukraina | Štadión FC ViOn, Zlaté Moravce Sędzia: Iwajło Stojanow |
|                       |                                                                |              |         |                                                        |

| 5 maja 2013 17:30 CET | Chorwacja | 0:0Raport | Włochy | Štadión pod Zoborom, Nitra Sędzia: Neil Doyle |
|                       |           |           |        |                                               |

| 8 maja 2013 14:00 CET | Rosja | 0:0Raport | Chorwacja | Štadión FC ViOn, Zlaté Moravce Sędzia: Nerijus Dunauskas |
|                       |       |           |           |                                                          |

| 5 maja 2013 18:00 CET | Ukraina · Wacziberadze 61' | 1:20:0Raport | Włochy · 75' Parigini · 80+3' Pugliese | Štadión pod Zoborom, Nitra Sędzia: Slavko Vinčić |
|                       |                            |              |                                        |                                                  |

| 11 maja 2013 19:30 CET | Ukraina · Cyhankow 17' | 1:21:1Raport | Chorwacja · 40' (karny) Halilović · 72' Murić | Štadión FC ViOn, Zlaté Moravce Sędzia: Serdar Gözübüyük |
|                        |                        |              |                                               |                                                         |

| 11 maja 2013 19:30 CET | Włochy · Capradossi 43' | 1:10:1Raport | Rosja · 12' Gasilin | Štadión pod Zoborom, Nitra Sędzia: Anastasios Sidiropulos |
|                        |                         |              |                     |                                                           |

## Faza pucharowa
|  |                  |          |          |                  |      |        |        |       |
|  | Półfinał         | Półfinał | Półfinał |                  |      | Finał  | Finał  | Finał |
|  | Półfinał         | Półfinał | Półfinał |                  |      | Finał  | Finał  | Finał |
|  | 14 maja – Żylina |          |          |                  |      |        |        |       |
|  |                  |          |          |                  |      |        |        |       |
|  | Słowacja         | Słowacja | 0        |                  |      |        |        |       |
|  | Słowacja         | Słowacja | 0        | 17 maja – Żylina |      |        |        |       |
|  | Włochy           | Włochy   | 2        |                  |      |        |        |       |
|  | Włochy           | Włochy   | 2        |                  |      | Włochy | Włochy | 0(4)  |
|  | 14 maja – Żylina |          |          |                  |      | Włochy | Włochy | 0(4)  |
|  |                  |          | Rosja    | Rosja            | 0(5) |        |        |       |
|  | Rosja            | Rosja    | Rosja    | Rosja            | 0(5) | 0(10)  |        |       |
|  | Rosja            | Rosja    |          |                  |      |        |        |       |
|  | Szwecja          | Szwecja  | 0(9)     |                  |      |        |        |       |
|  | Szwecja          | Szwecja  | 0(9)     |                  |      |        |        |       |

## Półfinały
| 14 maja 2013 16:00 CET | Słowacja | 0:20:1Raport | Włochy · 3' Pugliese · 64' Capradossi | Štadión pod Dubňom, Żylina Sędzia: Nerijus Dunauskas |
|                        |          |              |                                       |                                                      |

| 14 maja 2013 20:30 CET | Rosja | 0:0, po dogrywce k. 10-9Raport                                                                                                  | Szwecja | Štadión pod Dubňom, Żylina Sędzia: Slavko Vinčić |
| |       | |         |                                                  |
| |       | Rzuty karne |         |                                                  |
| Rudkovski · Zhemaletdinov · Khodzhaniyazov · Szejdajew · Gasilin · Parshikov · Makarov · Likhachev · Barinow · Mitrjuszkin · Szejdajew |       | Ssewankambo · Wahlqvist · Lipovac · Berisha · Halvadzic · Bergman · Sonko Sundberg · Suljic · S. Ramhorn · Mohlin · Ssewankambo |         |                                                  |

## Finał
| 17 maja 2013 18:00 CET                                                    | Włochy | 0:0, po dogrywce k. 4-5Raport                                                        | Rosja | Štadión pod Dubňom, Żylina Sędzia: Anastasios Sidiropulos |
|                                                                           |        |                                                                                      |       |                                                           |
|                                                                           |        | Rzuty karne                                                                          |       |                                                           |
| Di Molfetta · Cerri · Sciacca · Capradossi · Dimarco · Parigini · Palazzi |        | Szejdajew · Khodzhaniyazov · Parshikov · Buranov · Gasilin · A. Makarov · S. Makarov |       |                                                           |

## Awans naMistrzostwa Świata U-17 2013
- Austria
- Chorwacja
- Słowacja
- Szwecja
- Rosja
- Włochy

## Statystyki

### Strzelcy
2 bramki
- Martin Slaninka
- Robin Kamber
- Mario Pugliese
- Elio Capradossi

1 bramka
- Nikola Zivotic
- Dominik Baumgartner
- Daniel Ripic
- Alen Halilović
- Robert Murić
- Dzhamaldin Khodzhaniyazov
- Maksim Mayrovich
- Rifat Zhemaletdinov
- Aleksei Gasilin
- Atila Varga
- Marco Trachsel
- Gustav Engvall
- Ali Suljic
- Wiktor Cyhankow
- Beka Wacziberadze
- Vittorio Parigini

### Asysty
3 asysty
- Valentino Lazaro

2 asysty
- Gennaro Tutino

1 asysta
- Denis Yakuba
- Aleksandr Zuev
- Aleksandr Golovin
- Lukáš Čmelík
- Tomáš Vestenický
- Joao De Oliveira
- Robin Kamber
- Valmir Berisha
- Gentrit Citaku
- Danylo Knysh
- Alberto Cerri